# Открытый чемпионат Нидерландов по теннису
Открытый чемпионат Нидерландов (англ. Dutch Open) — мужской международный профессиональный теннисный турнир, проходивший в Нидерландах с 1957 по 2008 год. Турнир проходил на грунтовых кортах в июле-августе в Хилверсюме, а позже в Амстердаме и, наконец, в Амерсфорте. С 1990 года Открытый чемпионат Нидерландов входил в календарь АТР-тура как турнир базовой категории (ATP World/ATP International). В последний год проведения призовой фонд составлял 305 тысяч евро при турнирной сетке, рассчитанной на 28 игроков в одиночном разряде и 16 пар.

## История
Первый послевоенный чемпионат Нидерландов прошёл в 1957 году. Участвовали в нём только теннисисты, получившие приглашение организаторов турнира, но в дальнейшем для определения участников уже использовалась существовавшая иерархия. К участию допускались только теннисисты-любители, и призовой фонд как таковой отсутствовал. Его заменяли средства на компенсацию затрат: так, победитель 1962 года получил 400 долларов, в 1963 году победительница женского турнира — магнитофон, а победитель последнего чисто любительского международного чемпионата — 350 гульденов, значительно меньше, чем на параллельных турнирах в Швейцарии и Франции.
В 1969 году турнир стал открытым. Первые два профессионала, участвовавшие в нём, Том Оккер и Роджер Тейлор, и разыграли между собой чемпионский титул. В 1974 году было принято решение, что в дальнейшем в турнире в Хилверсюме будут участвовать только мужчины. В 1977 году размер призового фонда достиг 75 тысяч долларов, а в 1995 году он был перенесён из Хилверсюма на новый амстердамский теннисный стадион, что позволило увеличить число зрителей турнира с 18 до 40 тысяч. Через шесть лет, в 2002 году, один из первых чемпионов турнира и его новый директор, Пит ван Эйсден, настоял на его переносе из столицы в Амерсфорт. Несмотря на возвращение в провинцию, турнир продолжал стабильно привлекать зрителей: в 2004 году его посетили почти 43 тысячи человек, несмотря на телетрансляцию.
В конце 2008 года Ассоциация теннисистов-профессионалов, вносившая изменения в структуру АТР-тура, приняла предложение сербских спонсоров о проведении грунтового турнира в Белграде. Новый турнир, Открытый чемпионат Сербии, был внесён в календарь на май, а Открытый чемпионат Нидерландов, проходивший в середине лета, был отменён.

## Победители и финалисты
В любительский период (до 1969 года) чемпионат Нидерландов привлекал лучших мастеров-любителей, и среди его победителей в это время были Род Лейвер, Джон Ньюкомб и Рамеш Кришнан. После того, как в 1969 году турнир открыли для профессионалов, его выигрывали такие мастера, как Том Оккер, Гильермо Вилас, Томас Мустер, Марсело Риос и Новак Джокович, а также олимпийские чемпионы Милослав Мечирж и Николас Массу. Однако больше всего побед приходится на долю венгерского теннисиста Балажа Тароци, в конце 1970-х и начале 1980-х годов шесть раз побеждавшего в одиночном разряде и пять раз в парах. Представитель Нидерландов Том Оккер выигрывал турнир четыре раза в одиночном разряде и трижды в парах (все три раза с Тароци), а ещё один хозяин корта, Паул Хархёйс, был пятикратным чемпионом в парном разряде.

### Одиночный разряд
| Год       | Победитель            | Финалист               | Счёт в финале             |
| Амерсфорт | Амерсфорт             | Амерсфорт              | Амерсфорт                 |
| --------- | --------------------- | ---------------------- | ------------------------- |
| 2008      | Альберт Монтаньес     | Стив Дарси             | 1–6, 7–5, 6–3             |
| 2007      | Стив Дарси            | Вернер Эшауэр          | 6–1, 7–61                 |
| 2006      | Новак Джокович        | Николас Массу          | 7–65, 6–4                 |
| 2005      | Фернандо Гонсалес     | Агустин Кальери        | 7–5 6–3                   |
| 2004      | Мартин Веркерк        | Фернандо Гонсалес      | 7–65, 4–6, 6–4            |
| 2003      | Николас Массу         | Рамон Слёйтер          | 6–4, 7–63, 6–2            |
| 2002      | Хуан Игнасио Чела     | Альберт Коста          | 6–1, 7–64                 |
| Амстердам |                       |                        |                           |
| 2001      | Алекс Корретха        | Юнес эль-Айнауи        | 6–3, 5–7, 7–60, 3–6, 6–4  |
| 2000      | Магнус Густафссон (2) | Рамон Слёйтер          | 6–74, 6–3, 7–65, 6–1      |
| 1999      | Юнес эль-Айнауи       | Мариано Сабалета       | 6–0, 6–3                  |
| 1998      | Магнус Норман         | Ричард Фромберг        | 6–3, 6–3, 2–6, 6-4        |
| 1997      | Слава Доседел         | Карлос Мойя            | 7–64, 7–65, 6–74, 6–2     |
| 1996      | Франсиско Клавет (2)  | Юнес эль-Айнауи        | 7–5, 6–1, 6–1             |
| 1995      | Марсело Риос          | Ян Симеринк            | 6–4, 7–5, 6–4             |
| Хилверсюм |                       |                        |                           |
| 1994      | Карел Новачек (3)     | Ричард Фромберг        | 7–5, 6–4, 7–67            |
| 1993      | Карлос Коста          | Магнус Густафссон      | 6–1, 6–2, 6–3             |
| 1992      | Карел Новачек (2)     | Хорди Арресе           | 6–2, 6–3, 2–6, 7–5        |
| 1991      | Магнус Густафссон     | Хорди Арресе           | 5–7, 7–62, 2–6, 6–1, 6–0  |
| 1990      | Франсиско Клавет      | Эдуардо Массо          | 3–6, 6–4, 6–2, 6–0        |
| 1989      | Карел Новачек         | Эмилио Санчес          | 6–2, 6–4                  |
| 1988      | Эмилио Санчес         | Гильермо Перес-Рольдан | 6–3, 6–1, 3–6, 6–3        |
| 1987      | Милослав Мечирж       | Гильермо Перес-Рольдан | 6–4, 1–6, 6–3, 6–2        |
| 1986      | Томас Мустер          | Якоб Хласек            | 6–1, 6–3, 6–3             |
| 1985      | Рики Остерхун         | Кент Карлссон          | 4–6, 4–6, 6–2, 6–4, 6–3   |
| 1984      | Андерс Яррид          | Томаш Шмид             | 6–3, 6–3, 2–6, 6–2        |
| 1983      | Томаш Шмид            | Балаж Тароци           | 6–4, 6–4                  |
| 1982      | Балаж Тароци (6)      | Бастер Моттрам         | 7–6, 6–7, 6–3, 7–6        |
| 1981      | Балаж Тароци (5)      | Хайнц Гюнтхардт        | 6–3, 6–7, 6–4             |
| 1980      | Балаж Тароци (4)      | Харун Исмаил           | 6–3, 6–2, 6–1             |
| 1979      | Балаж Тароци (3)      | Томаш Шмид             | 6–2, 6–2, 6–1             |
| 1978      | Балаж Тароци (2)      | Том Оккер              | 2–6, 6–1, 6–2, 6–4        |
| 1977      | Патрик Пруаси         | Лито Альварес          | 6–0, 6–2, 6–0             |
| 1976      | Балаж Тароци          | Рикардо Кано           | 6–7, 2–6, 6–1, 6–3, 6–4   |
| 1975      | Гильермо Вилас (2)    | Желько Франулович      | 6–4, 6–7, 6–2, 6–3        |
| 1974      | Гильермо Вилас        | Барри Филлипс-Мур      | 6–4, 6–2, 1–6, 6–3        |
| 1973      | Том Оккер (4)         | Андрес Химено          | 2–6, 6–4, 6–4, 6–7, 6–3   |
| 1972      | Джон Купер            | Ганс Кари              | 6–1, 3–6, 12–10, 3–6, 6–2 |
| 1971      | Джеральд Баттрик      | Росс Кейс              | 6–3, 6–4, 9–7             |
| 1970      | Том Оккер (3)         | Роджер Тейлор          | 4–6, 6–0, 6–1, 6–3        |
| 1969      | Том Оккер (2)         | Роджер Тейлор          | 10–8, 7–9, 6–4, 6–4       |

### Парный разряд
| Год  | Победитель                              | Финалист                           | Счёт в финале |
| ---- | --------------------------------------- | ---------------------------------- | ------------- |
| 2008 | Рогир Вассен Франтишек Чермак           | Игорь Сейслинг Йессе Хута-Галунг   | 7–5, 7–5      |
| 2007 | Хуан Пабло Бржезицкий Хуан Пабло Гусман | Рогир Вассен Робин Хасе            | 6–2, 6–0      |
| 2006 | Фернандо Висенте Альберто Мартин        | Лукас Арнольд Кер Кристофер Кас    | 6–4, 6–3      |
| 2005 | Мартин Гарсия Луис Орна                 | Фернандо Гонсалес Николас Массу    | 6–4, 6–4      |
| 2004 | Ярослав Левинский Давид Шкох            | Хосе Акасусо Луис Орна             | 6–0, 2–6, 7–5 |
| 2003 | Девин Боуэн Эшли Фишер                  | Андре Са Крис Хаггард              | 6–0, 6–4      |
| 2002 | Джефф Кутзе Крис Хаггард                | Андре Са Алешандри Симони          | 7–61, 6–3     |
| 2001 | Шенг Схалкен (3) Паул Хархёйс (5)       | Алекс Корретха Луис Лобо           | 6–4, 6–2      |
| 2000 | Серхио Ройтман Андрес Шнейтер           | Деннис ван Схеппинген Эдвин Кемпес | 4–6, 6–4, 6–1 |
| 1999 | Шенг Схалкен (2) Паул Хархёйс (4)       | Девин Боуэн Эяль Ран               | 6–3, 6–2      |
| 1998 | Паул Хархёйс (3) Якко Элтинг (2)        | Доминик Грбаты Кароль Кучера       | 6–3, 6–2      |
| 1997 | Пол Килдерри Николас Лапентти           | Эндрю Кратцман Либор Пимек         | 3–6, 7–5, 7–6 |
| 1996 | Дональд Джонсон Франсиско Монтана       | Рикард Берг Джек Уэйт              | 6–4, 3–6, 6–2 |
| 1995 | Марсело Риос Шенг Схалкен               | Уэйн Артурс Нил Броуд              | 7–6, 6–2      |
| 1994 | Даниэль Орсанич Ян Симеринк (2)         | Дэвид Адамс Андрей Ольховский      | 6–4, 6–2      |
| 1993 | Паул Хархёйс (2) Якко Элтинг            | Хендрик-Ян Давидс Либор Пимек      | 4–6, 6–2, 7–5 |
| 1992 | Марк Куверманс Паул Хархёйс             | Мартен Ренстрём Микаэль Тиллстрём  | 6–7, 6–1, 6–4 |
| 1991 | Рихард Крайчек Ян Симеринк              | Магнус Густафссон Франсиско Клавет | 7–5, 6–4      |
| 1990 | Серхио Касаль (2) Эмилио Санчес (2)     | Марк Куверманс Паул Хархёйс        | 7–5, 7–5      |